# Tel Quel
Tel Quel (Тель кель; фр. «Такой, какой есть») — французский авангардный литературный и теоретический журнал, ключевое издание французской структуралистской школы, а также объединившаяся вокруг него группа интеллектуалов, писателей и поэтов. Основан французским писателем Филиппом Соллерсом и издавался с 1960 по 1982 год.

## Авторы
Среди авторов журнала были Ролан Барт, Жорж Батай, Морис Бланшо, Жак Деррида, Жан-Пьер Фай, Мишель Фуко, Юлия Кристева, Бернар-Анри Леви, Марселен Плейне, Филипп Соллерс, Жан Тибодо, Цветан Тодоров, Франсис Понж, Умберто Эко, Дени Рош, Жерар Женетт, Пьер Булез, Жан-Люк Годар и Пьер Гийота. Бессменным редактором журнала был Филипп Соллерс.

## История
В первые годы после своего создания (с 1960 по 1963 годы) журнал был трибуной движения «Нового романа» (Ален Роб-Грийе, Натали Саррот). Однако в 1963 году редакция отказывается от поддержки этого направления, как недостаточно радикального, и формулирует свою программу, состоящую в поиске нового революционного языка. В самом названии журнала («Такой, какой есть») отразился один из ключевых пунктов теоретической программы его редакции — сокращение дистанции между означающим и означаемым.
В 1971 году журнал порвал с Французской коммунистической партией и провозгласил приверженность маоизму. В 1974 году члены редколлегии, включая Соллерса, Барта и Кристеву, посетили КНР. Однако в 1976 году журнал дистанцировался от курса китайского правительства.
В 1982 году «Тель Кель» был закрыт Филиппом Соллерсом, основавшим вместо него в 1983 году новый журнал Инфини (фр. L’infini).

## Влияние и роль
Деятельность группы Тель Кель и одноимённого журнала оказала значительное влияние на развитие структуралистской и постструктуралистской философии, семиотики и художественной критики.
- Введенное Р. Бартом различение удовольствие-наслаждение и произведение-текст
- Формулировка и развитие категории дискурса
- Пантекстовые и деконструктивистские идеи Деррида
- Интертекст Ю. Кристевой

В США под влиянием Тель Кель была создана школа языка (Фредерик Джеймсон).
В Италии близкой к Тель Кель была «Группа 63»